# Wilhelm Müller (Politiker, Februar 1890)
Wilhelm Müller (* 19. Februar 1890 in Alsenborn; † 28. September 1957 in Kaiserslautern) war ein deutscher Politiker (KPD).

## Leben und Wirken
Müller besuchte die Volksschule. Anschließend absolvierte er eine Tischlerlehre.
Von 1914 bis 1918 nahm Müller am Ersten Weltkrieg teil, in dem er mit der Goldenen Tapferkeitsmedaille ausgezeichnet wurde. Nach dem Krieg lebte Müller als Schreiner in Kaiserslautern. 1919 wurde er Mitglied der USPD. Danach wechselte er in die Kommunistische Partei Deutschlands (KPD), in der er dem linken Flügel angehörte. Für diese agierte er zunächst als Funktionär in Kaiserslautern. Außerdem beteiligte er sich am Kampf gegen Separatisten. Auf dem Leipziger Parteitag im Januar 1923 wurde Müller als Kandidat in den ZA gewählt. Die französische Militärregierung verurteilte ihn 1923 zu drei Jahren Gefängnis und wies ihn 1924 aus der Pfalz aus.
Nach der Reichstagswahl vom Mai 1924 konnte Müller als Abgeordneter seiner Partei auf Reichswahlvorschlag in den Reichstag einziehen, dem er bis zum Dezember desselben Jahres angehörte.
Seit 1926 war er verheiratet. Trotz seiner KPD-Mitgliedschaft wurde er im Dritten Reich nicht verhaftet, da er eine goldene Tapferkeitsmedaille besaß und in den Jahren unmittelbar vor 1933 nicht mehr größer in Erscheinung getreten war. 1940 erhielt er eine Abmahnung, da er ausländische Radiosender gehört hatte. Angeblich soll Müller 1941 einen Antrag auf Aufnahme in die NSDAP gestellt haben, der aber vom NSDAP-Kreisgericht abgelehnt wurde. Im August 1944 folgte seine Verhaftung, die jedoch nicht lange andauerte.
Nach dem Zweiten Weltkrieg wurde Müller wieder Mitglied der KPD. 1945 wurde er Mitglied des Stadtrates von Kaiserslautern. Wegen mangelnder Linientreue verlor er seinen früheren Einfluss innerhalb der KPD. Nach seinem Ausscheiden aus dem Stadtrat 1948 trat Müller politisch nicht mehr hervor.